# Wasserkuppenrhön
Die Wasserkuppenrhön, benannt nach ihrem höchsten Berg und zugleich nach dem höchsten der gesamten Rhön, Wasserkuppe (950 m ü. NHN), ist ein exponierter Hochrücken und Naturraum dieses Mittelgebirges im hessischen Landkreis Fulda und im bayerischen Landkreis Rhön-Grabfeld. Gemeinsam mit der Langen Rhön und ihrem Ostabfall bildet sie die Zentrale Rhön. Erwähnenswert ist das Rote Moor, das in diesem Naturraum liegt.

## Naturräumliche Zuordnung
Der Name Wasserkuppenrhön wurde 1968 im Rahmen der naturräumlichen Gliederung (M = 1:200.000) als Naturraum definiert und wie folgt zugeordnet:
- (zu 35 Osthessisches Bergland)
  - (zu 354 Hohe Rhön)
    - (zu 354.1 Zentrale Rhön)
      - 354.10 Wasserkuppenrhön

Im Süden ist das Gebiet zusammenhängend, im Norden und Nordwesten dominieren Ausläufer und Einzelberge. Das Land ist im Norden kaum bewaldet. Im Süden bestimmen zum Teil Nadelnutzwald und Mischwald das Landschaftsbild.

## Abgrenzung
Im Westen und Norden grenzt die zur Kuppenrhön gehörige Milseburger Kuppenrhön an. Die Grenze verläuft im Groben entlang der Ortschaften Mosbach–Sandberg–Schachen (alle Gersfeld), Schwarzerden–Sieblos–Eselsbrunn (alle Poppenhausen), Dietges (Hilders) und Reulbach–Seiferts (beide Ehrenberg), wobei sie zwischen beiden letztgenannten endet.
Im Weiteren grenzen der Hochrhön zugehörige Naturraumeinheiten an. Von oben genannten verläuft nach Süden die Grenze zum Oberen Ulstertal westlich von Melperts und Wüstensachsen, später bis zum Ottilienstein (846 m, ⊙) mehr oder weniger zur Bundesstraße 278. Entlang dieser führt bis zur hessisch-bayerischen Grenze gemeinsam mit der Langen Rhön schließlich eine kurze Strecke zum Ostabfall der Langen Rhön.
Richtung Mosbach grenzt der Dammersfeldrücken als Teil der Südlichen Hochrhön ab.

## Geologie
Die Wasserkuppenrhön besteht aus Phonolith und Basalt, dazwischen befinden sich tertiäre Sedimente. Das Hochplateau ist eine Olivin-Nephelinit-Platte, die nach Süden, Westen und Osten steil abfällt, nach Norden in Ausläufer und Einzelberge übergeht. Den Gebirgssockel bilden Buntsandstein und Muschelkalk.
Zumeist befindet sich über der Gesteinsschicht lehmiger Boden. Im Süden des Gebietes befindet sich das bis zu sieben Meter mächtige Rote Moor, das zum Teil abgebaut wurde, nun wieder renaturiert wird. Bei Sieblos wurde Braunkohle abgebaut.

## Berge
Zu den Bergen und Erhebungen der Wasserkuppenrhön gehören – sortiert nach Höhe in Meter (m) über Normalhöhennull (NHN):
- Wasserkuppe (950 m), zwischen Abtsroda und Obernhausen
- Abtsrodaer Kuppe (904,8 m), Nordausläufer der Wasserkuppe
- Pferdskopf (874,9 m), nahe Obernhausen
- Mathesberg (831,8 m), bei Wüstensachsen
- Schafstein (831,8 m), bei Wüstensachsen
- Eubeberg (ca. 820 m), bei Obernhausen
- Ehrenberg (816,5 m), bei Ehrenberg
- Feldberg (815,2 m), bei Obernhausen
- Kesselstein (ca. 800 m), bei Mosbach
- Weiherberg (785,7 m), nahe Abtsroda und Dietges

## Klima
Die Wasserkuppenrhön mit rauem Klima ist aufgrund ihrer Höhenlage mitunter starken Winden ausgesetzt. Die Jahresdurchschnittstemperatur auf der Wasserkuppe beträgt 4,5 °C, die mittlere Niederschlagsmenge 1000 bis 1100 mm. Es gibt durchschnittlich 4,2 Sonnenstunden am Tag sowie 207 Regentage im Jahr. Die Luftfeuchtigkeit beträgt über das Jahr etwa 84,6 %.

## Sport und Tourismus
Auf der Wasserkuppe befinden sich der Flugplatz Wasserkuppe und das Deutsche Segelflugmuseum mit Modellflug, auf ihrem Nordhang liegt die Ski- und Rodelarena Wasserkuppe. Auf dem Nordhang des Eubebergs gab es einen Skilift mit -piste. Durch das Gebiet führt der Hochrhönring.